# ورونیکا پرز
ورونیکا پرز (انگلیسی: Verónica Pérez؛ زادهٔ ۱۸ مهٔ ۱۹۸۸) بازیکن فوتبال اهل ایالات متحده آمریکا است.
از باشگاه‌هایی که در آن بازی کرده‌است می‌توان به وسترن نیویورک فلش، واشینگتن اسپیریت، باشگاه فوتبال زنان سیاتل ساندرز، و باشگاه فوتبال کیف اوربرو دی‌اف‌اف اشاره کرد.
وی همچنین در تیم‌های ملی فوتبال زیر ۲۳ سال زنان ایالات متحده آمریکا و زنان مکزیک بازی کرده‌است.